# Vestido de prenda

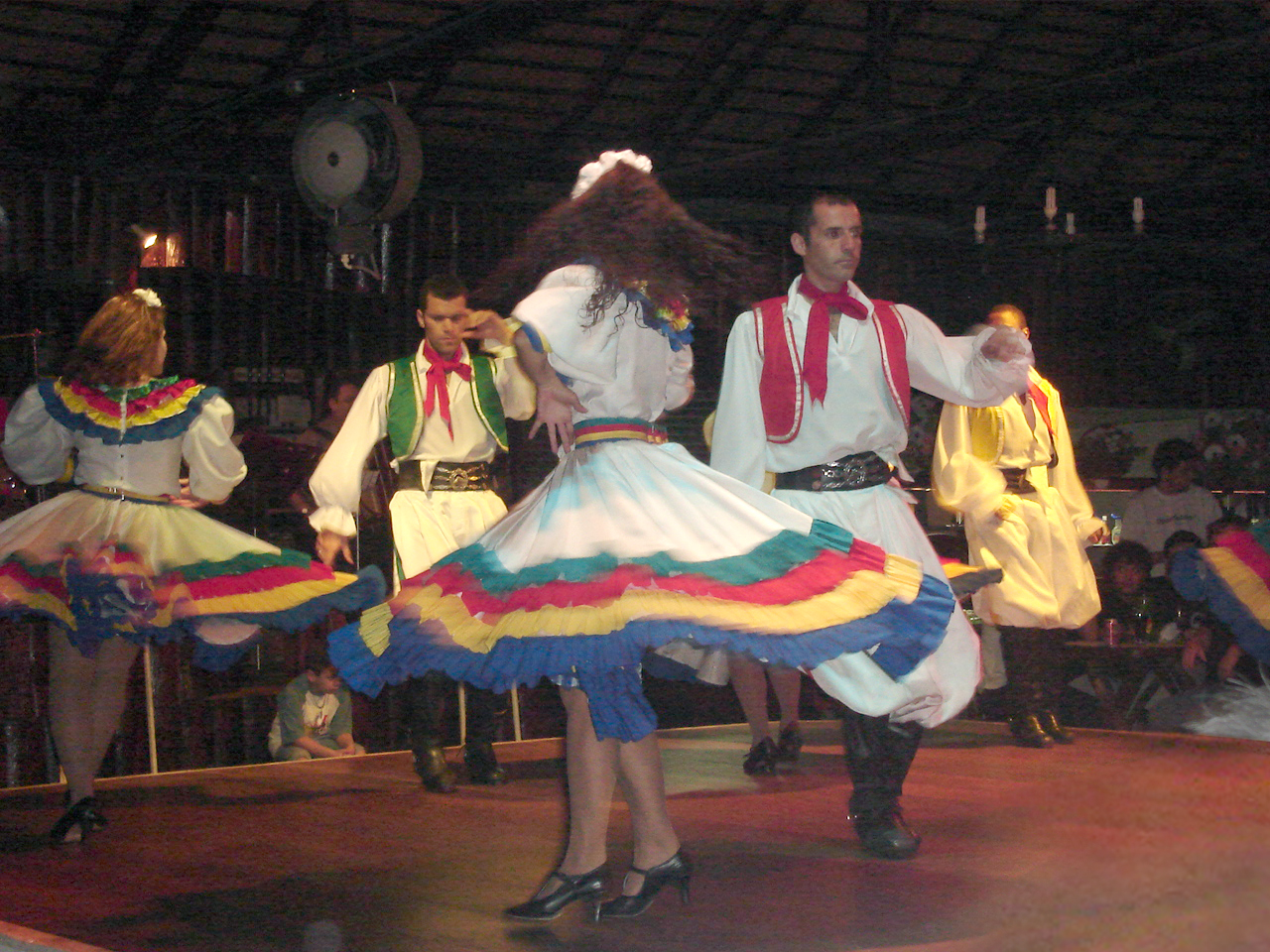
Prendas e gaúchos executando dança típica.

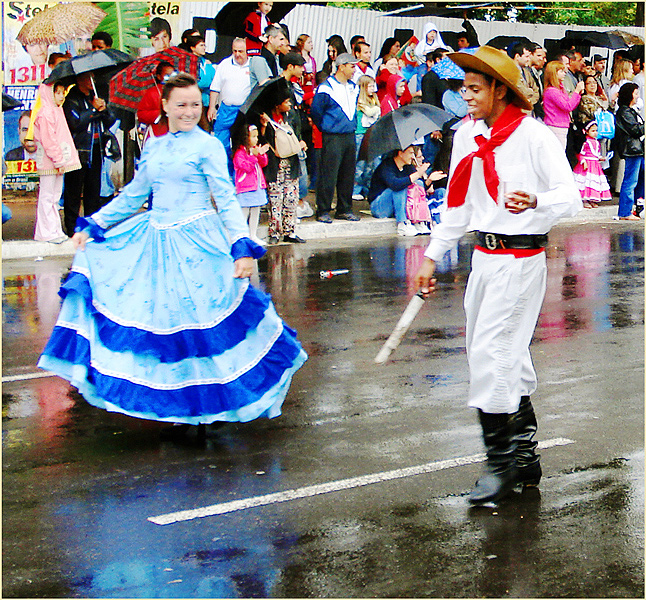
Trajes típicos da prenda e do gaúcho, em desfile da Semana Farroupilha, Porto Alegre

O vestido de prenda é um traje típico brasileiro, mais especificamente, a indumentária gauchesca feminina.
Pode ser um vestido inteiro para todas as prendas, ou saia e blusa, com ou sem casaquinho, para as prendas adultas e senhoras. A saia pode ser godê, meio-godê, em panos, em babados ou evasê; pode apresentar cortes na cintura, cadeirão ou corte-princesa, dependendo da idade e estrutura física da prenda, e com o comprimento variando dependendo da idade da prenda (prenda mirim logo abaixo do joelho, prenda juvenil logo acima do tornozelo e prenda adulta e veterana cobrindo o pé).
Os tecidos para a execução dos vestidos variam de acordo com as estações climáticas, podendo ser lisos ou com estampas florais miúdas, xadrezinho, com riscas discretas, de bolinhas etc. Não são permitidos tecidos transparentes sem forro e nem brilhantes, como lamê ou lurex. Não é aconselhável o uso do preto, que remete ao luto, e a cor branca é reservada para o uso das noivas e debutantes. Não devem ser usadas também combinações com as cores da bandeira do Rio Grande do Sul. A intensidade das cores e estampas varia de acordo com a idade da prenda.
O vestido da prenda geralmente não é decotado; porém, é admitido um leve decote, com ou sem gola, sem expor os ombros e o seio. Pode apresentar enfeites com renda, aplicações, bordados, fitas, gregas, babadinhos, plissês, botõezinhos forrados, nervuras ou favos. As mangas podem ser compridas, três-quartos ou até o cotovelo; podem ser lisas ou levemente franzidas, mas sem muito exagero.